# Cowboy Carter
Cowboy Carter (estilizado em letras maiúsculas e também referido como Act II: Cowboy Carter) é o oitavo álbum de estúdio da cantora americana Beyoncé, lançado em 29 de março de 2024, através da Parkwood Entertainment e Columbia Records. Um álbum conceitual, Cowboy Carter é o segundo de uma trilogia planejada de álbuns, seguindo Renaissance (2022). Beyoncé concebeu Cowboy Carter como uma jornada pela reinvenção da cultura americana, destacando as contribuições negligenciadas dos pioneiros negros à história musical e cultural estadunidense. 
Geralmente descrito como um álbum country e americana, Cowboy Carter mistura diversos subgêneros sulistas que Beyoncé ouvia quando crescia no Texas, incluindo zydeco, rock and roll, folk, rhythm and blues, pop, soul psicodélico, hip-hop e bluegrass. Conceitualmente, o álbum é apresentado como uma transmissão de estação de rádio, com os cantores country Dolly Parton, Linda Martel e Willie Nelson atuando como DJs da rádio. O álbum contém colaborações com artistas country negros em ascensão como Shaboozey, Tanner Adell, Brittney Spencer, Tiera Kennedy, Reyna Roberts e Willie Jones, além de participações de Miley Cyrus e Post Malone. A música é conduzida por uma variedade de instrumentos acústicos tocados por músicos como Stevie Wonder, Paul McCartney, Nile Rodgers, Jon Batiste e Rhiannon Giddens. 
Cowboy Carter foi recebido com aclamação universal e apareceu em diversas listas de fim de ano; os críticos sentiram que a experimentação de gênero do álbum, seu escopo expansivo e suas referências ecléticas ajudaram a reimaginar de forma ambiciosa a cultura americana e o country através das lentes de suas raízes negras. O álbum aumentou a audiência da música country, impulsionou conversas culturais sobre o lugar dos músicos negros no gênero, impulsionou as carreiras de artistas country em ascensão e aumentou a popularidade da cultura e moda western. 
Cowboy Carter estreou no topo das tabelas de múltiplos países e quebrou recordes de streaming. Nos Estados Unidos, tornou-se o oitavo álbum consecutivo de Beyoncé a atingir o topo da Billboard 200 e o primeiro álbum de uma mulher negra a alcançar a primeira posição da Top Country Albums. O álbum foi promovido por três singles,  "Texas Hold 'Em", "16 Carriages" e "II Most Wanted", com o primeiro sendo a nona canção número um de Beyoncé e a primeira canção country de uma mulher negra a liderar as tabelas Billboard Hot 100 e Hot Country Songs. A Cowboy Carter Tour foi anunciada em fevereiro de 2025 e será iniciada em 28 de abril de 2025.
Cowboy Carter recebeu onze indicações no 67º Grammy Awards, tornando-se o terceiro álbum mais indicado na história do Grammy. O álbum venceu os prêmios de Melhor Performance Country por um Duo/Grupo (por "II Most Wanted"), Melhor Álbum Country e Álbum do Ano, tornando Beyoncé a primeira artista negra a vencer o primeiro e a primeira mulher negra desde Lauryn Hill em 1999 a vencer o último.

## Antecedentes e desenvolvimento
Beyoncé nasceu e foi criada em Houston, Texas, onde a herança cowboy da cidade e a música country e zydeco desempenharam um papel importante em sua criação. Ela ouvia música country desde cedo, principalmente graças ao seu avô paterno, e frequentava o Houston Livestock Show and Rodeo todos os anos com sua família, trajada a caráter. Ela acabou por se apresentar no Rodeo quatro vezes entre 2001 e 2007, e continuou a celebrar seu país e suas raízes sulistas, ao longo de sua carreira. 
A cantora lançou uma música country pela primeira vez com a faixa "Daddy Lessons" em seu sexto álbum de estúdio, Lemonade (2016). Um remix, com participação de The Chicks, foi lançado como single promocional em 2 de novembro de 2016, e elas cantaram a música juntas no 50º Country Music Association Awards. Alguns fãs de música country criticaram a presença de Beyoncé na premiação devido, como escreveu Alex Abad-Santos da Vox, "à política de tendência liberal de Beyoncé [...] parte disso estava enraizada em sua percepção de falta de credibilidade no country, e outra parte disso era totalmente racista". A Country Music Association (CMA) excluiu postagens promocionais sobre a performance de Beyoncé, o que causou reação online, já que muitos concluíram que isso foi feito para mitigar as críticas. A CMA negou tal motivação, afirmando que a equipe de Beyoncé havia solicitado a retirada de um clipe promocional antes da apresentação, e que forneceu documentação própria da performance. Em dezembro de 2016, Lemonade recebeu nove indicações ao Grammy Awards, mas "Daddy Lessons" foi supostamente rejeitada pelo comitê de música country da Recording Academy por razões não reveladas.

Essa experiência levou à criação do Cowboy Carter. Beyoncé explicou como ficou claro para ela que não era bem-vinda no espaço da música country, mas em vez de permitir que as críticas a forçassem a sair do gênero, isso a fez superar as limitações impostas a ela. Ela mergulhou na história da música country e da cultura ocidental e pesquisou suas raízes afro-americanas. Ela estudou o “rico arquivo musical” e aprendeu com educadores que sempre defenderam uma reeducação sobre as raízes negras da música country. Ela também leu sobre como, historicamente, 50% dos cowboys eram negros, observando: "Depois de entender de onde veio a palavra 'cowboy', percebi o quanto faltam histórias de cowboys negros, pardos e nativos na história americana". Esta foi a inspiração para sua coleção de roupas “Ivy Park Rodeo” de 2021. Após essa pesquisa, Beyoncé decidiu que queria resgatar a música americana e country de uma perspectiva negra, de acordo com a cenógrafa Es Devlin. A colaboradora Rhiannon Giddens observou que Beyoncé não pretendia criar um típico álbum country, mas sim explorar as raízes de sua família através da música.

Eu cresci indo ao rodeio de Houston todos os anos. Era uma experiência incrível, diversa e multicultural, onde havia algo para cada membro da família, incluindo ótimas apresentações, snickers fritos ao estilo de Houston e pernas de peru fritas. Uma das minhas inspirações veio da história esquecida do cowboy negro americano. Muitos deles eram originalmente chamados de vaqueiros, que sofriam grande discriminação e muitas vezes eram forçados a trabalhar com os piores cavalos e mais temperamentais. Eles pegaram seus talentos e formaram o Soul Circuit. Ao longo do tempo, estes rodeios negros apresentaram artistas incríveis e ajudaram-nos a recuperar o nosso lugar na história e cultura ocidentais.

— Beyoncé para a Harper's Bazaar em 2021.
Cowboy Carter levou mais de cinco anos para ser produzido, com Beyoncé começando a escrever o álbum em 2019 e continuando sua gravação durante a pandemia de COVID-19, que ela descreveu como seu período mais criativo. O álbum constitui o segundo ato ("Act II") de um projeto de trilogia que a cantora gravou ao longo deste período. O primeiro ato, Renaissance (2022), é principalmente um álbum house e disco que destaca e celebra os progenitores negros da dance music, levando alguns a acreditar que cada álbum da trilogia teria como objetivo explorar as raízes negras de diferentes gêneros musicais.
Entre 2020 e 2024, Dolly Parton disse em várias ocasiões que gostaria que Beyoncé fizesse um cover de sua música "Jolene". Ela inicialmente disse que "ninguém nunca teve um grande sucesso com ['Jolene']" em uma entrevista de 5 de dezembro de 2020 para o The Big Issue. Ela disse que embora "a canção tenha sido gravada em todo o mundo mais de 400 vezes em vários idiomas diferentes, por muitas bandas diferentes, [ela] sempre esperou que alguém pudesse fazer [isso] algum dia, alguém como Beyoncé". Em 10 de março de 2022, quando questionada por Trevor Noah no The Daily Show sobre sua entrevista de 2020, ela disse: "Eu adoraria ouvir 'Jolene' feita em grande estilo, mais ou menos como Whitney fez minha 'I Will Always Love You', apenas alguém que pode pegar minhas pequenas músicas e transformá-las em potências. Seria um dia maravilhoso na minha vida se ela algum dia cantasse ['Jolene']". Em março de 2024, para uma entrevista ao Knox News, após mostrar publicamente seu apoio à aventura de Beyoncé no country, Parton disse: "Acho que ela gravou 'Jolene' e acho provavelmente estará no álbum country dela, pelo qual estou muito animada".

## Composição
A alegria de criar música é que não existem regras. Quanto mais vejo o mundo evoluindo, mais sinto uma conexão mais profunda com a pureza. Com inteligência artificial e filtros e programação digitais, eu quis voltar aos instrumentos reais e usei instrumentos muito antigos. Eu não queria algumas camadas de instrumentos como cordas, especialmente guitarras, e órgãos perfeitamente afinados. Eu mantive algumas músicas cruas e me inclinei para o folk. Todos os sons eram tão orgânicos e humanos, coisas do dia a dia como o vento, os estalos e até o som dos pássaros e das galinhas, os sons da natureza.

— Beyoncé sobre Cowboy Carter
Beyoncé gravou cerca de 100 músicas para o álbum. Cada canção é sua própria versão reinventada de um filme de faroeste. Estes incluem Five Fingers for Marseilles (2017), Urban Cowboy (1980), The Hateful Eight (2015), Space Cowboys (2000), The Harder They Fall (2021), Killers of the Flower Moon (2023), Thelma & Louise (1991) e O Brother, Where Art Thou? (2000).
No geral descrito como um álbum country, Cowboy Carter mistura vários gêneros, incluindo blues, soul, rock, R&B, zydeco, folk, bluegrass, ópera, go-go, flamenco e fado. O álbum é apresentado como transmissão de uma estação de rádio fictícia do Texas, com os cantores country Dolly Parton, Linda Martell e Willie Nelson atuando como DJs da rádio.
O álbum contém colaborações com os artistas country em ascensão Tanner Adell, Brittney Spencer, Tiera Kennedy, Reyna Roberts, Shaboozey e Willie Jones, assim como contribuições de músicos estabelecidos como Miley Cyrus, Post Malone, Stevie Wonder, Nile Rodgers e Jon Batiste. O álbum é cíclico, com a nota final circulando perfeitamente no início da primeira faixa (que começa com "nada realmente termina") da mesma maneira que Finnegans Wake (1939) de James Joyce, de acordo com Shane O'Neill do The Washington Post.

## Promoção e lançamento
Beyoncé pretendia originalmente lançar Cowboy Carter como a primeira parte de seu projeto de trilogia, mas explicou que "com a pandemia, havia muito peso no mundo", e então lançou Renaissance primeiro, porque "[as pessoas] mereciam dançar".
O álbum, até então sem título, foi anunciado pela primeira vez em 11 de fevereiro de 2024, durante o Super Bowl LVIII, quando a Verizon Communications exibiu um comercial do Super Bowl, intitulado "Can't B Broken", em que Beyoncé tentou "quebrar a Internet" através de meios cada vez mais bizarros, como lançar um disco de jazz, se apresentar no topo da Las Vegas Sphere, construir uma versão AI de si mesma, lançar uma coleção de bonecas "Barbey", anunciar sua candidatura para uma posição política fictícia e voando para o espaço para uma performance. Depois que todas as ideias não deram certo, Beyoncé concluiu o comercial comentando: "Tudo bem, eles estão prontos. Soltem a música nova".
Após a transmissão, Beyoncé lançou um teaser do álbum no Instagram. Dirigido pela artista e cineasta britânica Nadia Lee Cohen, o vídeo homenageia Paris, Texas (1984), faz referência aos border blasters e apresenta a faixa "Maybellene" (1955) de Chuck Berry. No mesmo dia, o site oficial da cantora foi atualizado para anunciar seu oitavo álbum de estúdio, intitulado temporariamente apenas como Act II, com lançamento previsto para 29 de março. Posteriormente, os primeiros singles do álbum, "Texas Hold 'Em" e "16 Carriages", foram disponibilizados simultaneamente para download digital e streaming.  Em 12 de março, Beyoncé anunciou que o álbum seria intitulado Cowboy Carter através de um pôster de uma sela ocidental com uma faixa. Com isso, a pré-venda do álbum foi disponibilizado, nos formatos de CDs de edição limitada com faixa bônus, camisetas e variantes de vinil em vermelho, branco, azul e preto padrão.

Em 19 de março de 2024, Beyoncé revelou a capa do álbum através do Instagram, e disse que haveriam "surpresas" e colaborações no álbum. No dia 20 de março, ela revelou uma capa exclusiva de edição limitada, que contém a cantora usando uma faixa que dizia "ato ii BEYINCÉ", fazendo referência ao sobrenome geracional de sua mãe, Tina. Slogans e fotos do álbum foram projetados em vários museus da cidade de Nova York. Uma delas foi uma projeção não autorizada no Museu Solomon R. Guggenheim, que respondeu cordialmente postando a pintura de Franz Marc, Three Horses Drinking (1910), com a legenda inspirada em "Texas Hold 'Em". Beyoncé também postou as coordenadas do museu em seus stories no Instagram.
Este álbum levou mais de cinco anos para ser produzido. [...] É bom ver como a música pode unir tantas pessoas ao redor do mundo, ao mesmo tempo que amplifica as vozes de algumas das pessoas que dedicaram tanto de suas vidas a educar sobre a nossa história musical. As críticas que enfrentei quando entrei neste gênero me forçaram a superar as limitações que me foram impostas. O ato II é o resultado de me desafiar e de dedicar meu tempo para dobrar e misturar gêneros para criar esse trabalho. Espero que você possa ouvir meu coração e minha alma, e todo o amor e paixão que coloquei em cada detalhe e em cada som. Concentrei-me neste álbum como uma continuação de Renaissance. Espero que esta música seja uma experiência, criando outra jornada onde você possa fechar os olhos, começar do início e nunca mais parar. Este não é um álbum country. Este é um álbum da “Beyoncé”.

— Beyoncé via Instagram em março de 2024
Em 27 de março, Beyoncé postou no Instagram um gráfico da lista de faixas do álbum inspirado em pôsteres vintage da era Chitlin' Circuit, revelando colaborações com Dolly Parton e Willie Nelson, bem como um cover de "Jolene", e "The Linda Martell Show", canção que faz referência à primeira mulher negra a alcançar sucesso comercial no gênero country.

## Capa do álbum
A capa de Cowboy Carter foi fotografada pelo fotógrafo texano Blair Caldwell. Muito parecida com a capa de Renaissance—que mostrava Beyoncé sentada em cima de um cavalo de bola de discoteca parado—a capa de Cowboy Carter mostra Beyoncé em cima de um Lipizzan cinza em movimento. Ela monta na sela do cavalo (em estilo da realeza), vestida com um macacão vermelho, branco e azul, um chapéu de cowboy e uma faixa onde se lê "Cowboy Carter". Ela segura as rédeas do cavalo em uma mão e uma grande bandeira americana na outra. A imagem lembram as rainhas de rodeio, que também carregam a bandeira enquanto cavalgam após ganharem o título.
A capa do álbum foi tema de discussão e dissecação da crítica. Francesca Royster, professora da Universidade DePaul e autora de Black Country Music: Listening for Revolutions, escreveu: “A escolha estética é ousada e parece estar sinalizando a maneira como Beyoncé está se colocando em conversas sobre nacionalismo, um tema  muito central para discursos sobre música sertaneja, patriotismo e autenticidade, desde os tempos de suas origens". Os críticos sugeriram uma variedade de inspirações e alusões para a capa, incluindo retratos presidenciais, Napoleão Cruzando os Alpes (1801-1805) de Jacques-Louis David, The Hero (2001) de Marina Abramović, Equestrian Portrait of King Philip II (Michael Jackson) (2009) de Kehinde Wiley, do Bill Pickett Invitational Rodeo, e The Horse in Motion (1878) de Eadweard Muybridge.

## Recepção crítica
| Críticas profissionais | Críticas profissionais |
| Pontuações agregadas   | Pontuações agregadas   |
| Fonte                  | Avaliação              |
| ---------------------- | ---------------------- |
| Metacritic             | 91/100                 |
| AOTY                   | 86/100                 |
| Avaliações da crítica  |                        |
| Fonte                  | Avaliação              |
| AllMusic               | [ 57 ]                 |
| And It Don't Stop      | A                      |
| The Daily Telegraph    | [ 59 ]                 |
| The Guardian           | [ 60 ]                 |
| The Independent        | [ 61 ]                 |
| NME                    | [ 62 ]                 |
| The Observer           | [ 63 ]                 |
| Pitchfork              | 8.4/10                 |
| Rolling Stone          | [ 65 ]                 |
| Slant Magazine         | [ 66 ]                 |

Cowboy Carter foi recebido com aclamada crítica no momento de seu lançamento, com alguns o descrevendo como uma "obra-prima". Os críticos elogiaram a fusão de diversos gêneros musicais e a performance vocal de Beyoncé, descrevendo o álbum tanto como uma grande declaração política quanto uma ode pessoal às raízes de Beyoncé. No site agregador de avaliações Metacritic, o álbum recebeu uma média ponderada de 91 de 100 com base em 21 críticas, indicando "aclamação universal".
Os críticos elogiaram Cowboy Carter como uma exploração e reinvenção da música americana, além de uma celebração da cultura negra do sul e sua contribuição para o gênero da música country. Spencer Kornhaber, da The Atlantic, e Gemma Samways, do Evening Standard, observaram que o álbum experimenta as referências e tradições musicais do country e da música americana para explorar suas raízes culturais negras. Maria Sherman, da Associated Press, escreveu que o álbum "eclético" e "épico" "redefine o estilo americano" e exige uma análise cuidadosa de suas referências, temas e mensagens para um pleno aproveitamento. Tai Saint-Louis, do HipHopDX, descreveu o álbum como uma recuperação tanto das "profundas raízes das quais Beyoncé construiu sua arte" quanto "dos muitos ramos que brotaram da música negra na América". Chris Willman, crítico de música chefe da Variety, caracterizou o álbum como uma "peça de agitprop e arte performática socialmente significativa" que reflete e impacta a história da música negra e do country.
Os críticos elogiaram o álbum pelo que descreveram como uma ambiciosa experimentação com gêneros musicais, com Beyoncé reimaginando a música country à sua maneira. Neil McCormick, do The Telegraph, sentiu que o álbum ultrapassou os limites dos gêneros e misturou estilos musicais diversos como uma polêmica contra o conservadorismo do gênero country. Clash e Billboard caracterizaram o álbum como um estudo etnomusicológico que venera a amplitude das subculturas musicais do Sul dos Estados Unidos, enquanto o crítico do The New York Times, Ben Sisario, descreveu o álbum como um "ensaio amplo" tanto sobre a música popular quanto sobre o gênero como conceito. Helen Brown, do The Independent, e Robert Moran, do The Sydney Morning Herald, opinaram que a experimentação de gênero de Beyoncé serve para celebrar os pioneiros esquecidos da música country, ao mesmo tempo em que destaca músicos negros em ascensão. Robert Christgau disse que, embora a qualidade da composição diminua ligeiramente no final, a "confiança" e a "impressionante variedade" de Cowboy Carter mostram Beyoncé como "nossa maior cantora pop feminina", além de uma "compositora muito boa", com uma considerável influência no campo da música country.
Muitos críticos elogiaram o escopo "ambicioso" e a grandiosidade "cinematográfica" do álbum, comparando-o a uma épica de faroeste. Ludovic Hunter-Tilney, do Financial Times, comparou o álbum a um épico histórico de sucesso, com sua "impressionante e muito americana aura de importância" e "a sensação de que a história não está apenas sendo contada, mas também sendo feita". Sidney Madden, da NPR, equacionou cada uma das faixas a um "filme de longa-metragem repleto de grandeza cênica, personagens e conflitos" que pode ser dissecado e discutido. Sisario opinou que o álbum, em sua totalidade, funciona como um filme, escrevendo que Cowboy Carter é o personagem central em uma narrativa sobre a história cultural americana. Escrevendo para o jornal de música roots No Depression, John Amen comentou: "Enquanto Renaissance de 2022 destacou [Beyoncé] como uma MC global promovendo a festa da década, Cowboy Carter, enquadrado como o Ato II de Renaissance, a retrata como uma portadora de tocha e síntese, uma autora igualmente habilidosa em atuar como arquivista e parteira cultural". Alguns críticos sentiram que o álbum teria um desempenho melhor se fosse dividido por estilo musical. Petridis escreveu que, embora o álbum pudesse ter funcionado melhor como um disco duplo, "seus movimentos bruscos em direção ao ecletismo são o ponto" e demonstram a "impressionante" habilidade de Beyoncé de "moldar estilos musicais à sua vontade".

### Classificações de Fim de Ano
Cowboy Carter apareceu em várias publicações nas listas dos melhores álbuns de 2024, incluindo o primeiro lugar na Business Insider, Esquire e People.  Foi classificado em segundo lugar pela Billboard, Entertainment Weekly, PopMatters, The Telegraph e Rolling Stone, e dentro do top dez pelo The A.V. Club, Complex, Consequence, Double J, The Guardian, The New Yorker, NME e Taste of Country. Publicações que destacaram Cowboy Carter entre os 25 melhores de suas listas incluem Clash, Dazed, The Independent, Los Angeles Times, The Ringer, Slant, Time Out, The Times e Yardbarker. O álbum também foi mencionado em listas não classificadas pela AllMusic, Associated Press, Cosmopolitan, HuffPost, NPR, The Tennessean, Uproxx e Vogue.
Em listas de críticos individuais, Dan DeLuca do The Philadelphia Inquirer classificou Cowboy Carter na quarta posição, Spencer Kornhaber da The Atlantic na quinta  e Jim DeRogatis do Sound Opinions na décima primeira. O álbum foi classificado em segundo e sétimo lugar por Willman e Steven J. Horowitz da Variety, e décimo e décimo quinto por Lindsay Zoladz e Jon Caramanica do The New York Times. Mesfin Fekadu do The Hollywood Reporter listou o álbum em primeiro lugar.
| Publicação/crítica     | Lista                                       | posição | Ref.    |
| ---------------------- | ------------------------------------------- | ------- | ------- |
| Billboard              | Os 50 melhores álbuns de 2024               | 2       | [ 89 ]  |
| Business Insider       | Os melhores álbuns de 2024                  | 1       | [ 86 ]  |
| Consequence            | Os 50 melhores álbuns de 2024               | 5       | [ 96 ]  |
| Esquire                | Os 10 melhores álbuns de 2024               | 1       | [ 87 ]  |
| The Hollywood Reporter | Os 10 melhores álbuns de 2024               | 1       | [ 124 ] |
| People                 | Melhores álbuns de 2024                     | 1       | [ 88 ]  |
| PopMatters             | Os 80 melhores álbuns de 2024               | 2       | [ 91 ]  |
| The Telegraph          | Os 10 melhores álbuns de 2024               | 2       | [ 92 ]  |
| Rolling Stone          | Os 100 melhores álbuns de 2024              | 2       | [ 93 ]  |
| Variety                | Os melhores álbuns de 2024 de Chris Willman | 2       | [ 122 ] |

## Prêmios ou indicações
| Ano  | Premiação               | Categoria                  | Resultado | Ref.    |
| ---- | ----------------------- | -------------------------- | --------- | ------- |
| 2024 | Prémios People's Choice | O Álbum de 2024            | Indicado  | [ 125 ] |
| 2024 | Danish Music Awards     | Álbum Internacional do Ano | Indicado  | [ 126 ] |
| 2024 | Billboard Music Awards  | Melhor álbum country       | Indicado  | [ 127 ] |
| 2025 | NAACP Image Awards      | Álbum de destaque          | Pendente  | [ 128 ] |
| 2025 | Grammy Awards           | Álbum do ano               | Venceu    | [ 129 ] |
| 2025 | Grammy Awards           | Melhor Álbum Country       | Venceu    | [ 129 ] |

## Desempenho comercial

### Streaming
Cowboy Carter proporcionou a Beyoncé sua maior semana de streaming até agora e quebrou recordes em várias plataformas. No Spotify, o álbum se tornou um dos mais transmitidos em um único dia em 2024, registrando a maior estreia do ano para um álbum country e a maior estreia de todos os tempos para qualquer álbum de uma mulher negra, com mais de 76 milhões de streams globalmente no seu primeiro dia. Cowboy Carter também estabeleceu o recorde de mais streams no primeiro dia para um álbum country por uma artista feminina na história da Amazon Music.

### Estados Unidos
Cowboy Carter também quebrou vários recordes nas paradas. Nos Estados Unidos, o álbum estreou em primeiro lugar na Billboard 200, com 407.000 unidades equivalentes a álbuns. Com isso, Beyoncé se tornou a primeira mulher e a segunda artista a estrear seus primeiros oito álbuns no topo da parada. O álbum também estreou em primeiro lugar nas paradas de Americana/Folk e Top Country Albums, fazendo de Beyoncé a primeira mulher negra a ter um álbum country em primeiro lugar. O álbum permaneceu no topo da Billboard 200 por duas semanas, sendo sua primeira número um em múltiplas semanas desde Beyoncé de 2013. Todas as 23 músicas elegíveis de Cowboy Carter estrearam na Billboard Hot 100, proporcionando aos artistas country afro-americanos Martell, Adell, Kennedy, Roberts, Spencer, Jones e Shaboozey suas primeiras entradas nas paradas e elevando o total de entradas de Beyoncé na Hot 100 para 106, o terceiro maior entre as artistas femininas. Beyoncé também liderou dezoito paradas da Billboard na semana de lançamento de Cowboy Carter, incluindo a Artist 100, Hot 100 Songwriters e Hot 100 Producers; ela se tornou a primeira artista a ocupar simultaneamente as posições número um nas paradas de Top Country Albums e Billboard Dance/Electronic Albums, com Renaissance no topo desta última.

### Internacionalmente
No quarto dia de lançamento, Cowboy Carter estava vendendo mais do que os cinco álbuns mais vendidos da semana combinados no Reino Unido. O álbum estreou em primeiro lugar na UK Albums Chart, vendendo 40.000 cópias na primeira semana. Este se tornou o quinto álbum de Beyoncé a alcançar essa posição como artista solo, e o sexto incluindo a discografia do Destiny's Child. O álbum também estreou em primeiro lugar na Official Vinyl Albums Chart e passou oito semanas consecutivas no topo da UK Country Albums Chart, tornando-se o primeiro álbum de uma artista feminina afro-americana a alcançar o primeiro lugar nessa parada. Com "Texas Hold 'Em" retornando ao número um na UK Singles Chart simultaneamente ao lançamento do álbum, Beyoncé liderou ambas as paradas ao mesmo tempo pela primeira vez desde Dangerously in Love e "Crazy in Love" em 2003. Beyoncé se tornou a primeira artista negra a liderar as paradas do Reino Unido com um álbum country e a primeira a ocupar simultaneamente o topo das paradas de álbuns e singles com um álbum e um single country.
No Canadá, o álbum estreou em primeiro lugar na Canadian Albums Chart, tornando-se o quinto álbum de Beyoncé a alcançar essa posição, além de seu décimo projeto no top ten do país. Vinte das 23 músicas elegíveis de Cowboy Carter estrearam na Canadian Hot 100, proporcionando aos artistas country afro-americanos Martell, Adell, Kennedy, Roberts, Spencer, Jones e Shaboozey suas primeiras entradas nas paradas e elevando o total de entradas de Beyoncé na Canadian Hot 100 para 84.
Na Austrália, o álbum estreou em primeiro lugar na ARIA Albums Chart, tornando-se o quarto projeto consecutivo da cantora a alcançar essa posição desde Beyoncé (2013). Também se tornou o primeiro álbum do gênero country por uma artista feminina a liderar a parada desde 2017, quando a posição foi ocupada por Now de Shania Twain. O álbum permaneceu no topo da ARIA Chart por duas semanas consecutivas.
Na Alemanha, o álbum estreou no topo da German Albums Chart, tornando-se o primeiro álbum número um de Beyoncé como artista solo desde que Dangerously in Love alcançou o topo em 2003.

## Impacto cultural e social
Após seu lançamento, Cowboy Carter teve um impacto significativo na música, moda, negócios e cultura, com Stevie Wonder e Chris Willman, da Variety, sugerindo que pode ser o álbum mais discutido do século XXI. O álbum foi amplamente comentado na mídia, com todas as grandes redes de notícias transmitindo reportagens explorando seu impacto. A CNN lançou um documentário no Max intitulado Call Me Country: Beyoncé & Nashville's Renaissance, que investiga o impacto do álbum no cenário da música country e a inclusão de artistas negros dentro do gênero. Um episódio do Nightline focou no álbum e seu impacto na música country.

### Música country
Cowboy Carter aumentou a audiência da música country e a tornou mais acessível a novos públicos, com publicações descrevendo-o como "uma mudança cultural", "um momento divisor de águas" e "um ponto de inflexão" na história do gênero. O álbum levou mais de 36 milhões de pessoas a ouvir música country pela primeira vez no Spotify. O The Times creditou ao álbum o fato de a música country ter se tornado mainstream no Reino Unido, com uma pesquisa revelando que 60% dos britânicos começaram a ouvir música country após o lançamento de Cowboy Carter. Na Suécia, o número de ouvintes de música country aumentou em 60% após o lançamento do álbum, a maior alta para qualquer gênero na história sueca. Um estudo global revelou que mais de um terço dos entrevistados da geração Z começou a ouvir música country após Beyoncé entrar no gênero. Houve um aumento de 38% nas visualizações de videoclipes de música country globalmente no Vevo após o lançamento do álbum, além de um aumento de 40% entre negros de 18 a 34 anos ouvindo rádio country. Cowboy Carter foi considerado como redefinindo o que significa ser um artista country, com Emi Tuyetnhi Tran, da NBC News, comentando que o álbum "abrirá as comportas" para outros músicos country. O álbum também provocou um debate sobre os limites do gênero country e suas raízes na música negra, impulsionando conversas culturais sobre a inclusão de artistas negros no gênero.

### Artistas country
Cowboy Carter impulsionou as carreiras de artistas country emergentes. Em The Tennessean, Andrea Williams escreveu que Beyoncé abriu as portas para outros na música country, provando que compositores, produtores e músicos negros pertencem ao gênero. Amanda Marie Martínez, da NPR, escreveu que o álbum revelou a "forte demanda" por música country feita por artistas negros e uma "comunidade crescente" de fãs negros de country.
Após participar do álbum, Shaboozey antecipou o lançamento de seu single "A Bar Song (Tipsy)" para aproveitar sua visibilidade aumentada. A música alcançou o número 1 na Billboard Hot 100 e na Billboard Hot Country Songs, substituindo "Texas Hold 'Em" de Beyoncé, tornando-se a primeira vez na história que dois artistas negros lideraram essa última parada consecutivamente. Shaboozey agradeceu a Beyoncé por "mudar [sua] vida" e "abrir uma porta para nós".
Linda Martell, a primeira artista feminina negra de country a ter sucesso comercial, viu um aumento de 127.430% em streams de sua música após participar do álbum. Outras artistas femininas negras do country também observaram um aumento significativo em streams devido ao álbum, como Reyna Roberts (250%), Rissi Palmer (110%), Tanner Adell (188%) e K. Michelle (185%), enquanto Adia Victoria, Amira Unplugged, Brittney Spencer, Mickey Guyton, Rhiannon Giddens e Sacha também viram aumentos em suas vendas de música. Organizações de country lideradas por negros, como o Black Opry, também tiveram um aumento significativo em seguidores.

### Reconhecimento

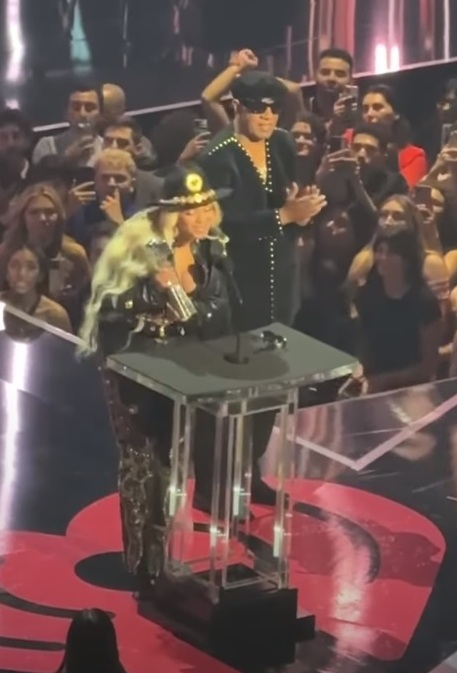
Stevie Wonder, ao apresentar a Beyoncé com o iHeart Radio Innovator Award, elogiou Cowboy Carter como uma "obra-prima" que está "mudando a música e a cultura."

Cowboy Carter recebeu ampla aclamação de músicos. Stevie Wonder declarou que o álbum é uma "obra-prima" que está "mudando a música e a cultura." Paul McCartney, Nancy Sinatra e Linda Martell também elogiaram o álbum, expressando orgulho por terem contribuído para ele. Jon Batiste caracterizou o álbum como "uma obra de impacto inimaginável e força artística de um artista que aparece uma vez em uma geração", agradecendo a Beyoncé por permitir que ele fizesse parte do projeto. Batiste descreveu o álbum como o momento em que "desmontamos a máquina do gênero", acrescentando: "Quando muitos artistas líderes veem uma visão similar ao mesmo tempo, é quando você sabe que uma grande mudança está acontecendo. Uma nova era, há muito tempo esperando. Vamos nos libertar do gênero e quebrar as barreiras que marginalizam quem somos e a arte que criamos."
Artistas country como Dolly Parton, Reba McEntire, Brandi Carlile, Melissa Etheridge, Rosanne Cash, Luke Bryan, Miranda Lambert, Jelly Roll, Darius Rucker, Lainey Wilson, Billy Ray Cyrus, Maren Morris, Mickey Guyton, Kelsea Ballerini e Sugarland elogiaram o álbum e a incursão de Beyoncé na música country. A cantora e compositora de country-pop Shania Twain elogiou Cowboy Carter e destacou a contribuição de Beyoncé por levar a música country a novos públicos e expandir seu alcance, comparando isso a como artistas de sua infância, como Johnny Cash, reformularam os limites do gênero. A cantora e compositora Carlene Carter, filha de June Carter Cash, emitiu uma declaração elogiando Cowboy Carter e descrevendo Beyoncé como parte da família Carter, dizendo: "Para mim, ela é uma das nós, mulheres Carter, e sempre ultrapassamos os limites ao tentar qualquer música que sentíssemos em nossos corações e ao assumir riscos guiados pelo espírito... Estou aqui para deixar Beyoncé e todos os críticos saberem que a admiro e a amo e tudo o que ela faz." Smokey Robinson elogiou Beyoncé por escrever música country, descrevendo-a como "uma das pessoas mais talentosas a surgir em muito, muito, muito, muito tempo."
Cowboy Carter também recebeu elogios de figuras políticas. A ex-primeira-dama Michelle Obama postou nas redes sociais sobre o álbum, afirmando que ele "mudou as regras do jogo" ao "ajudar a redefinir um gênero musical e transformar nossa cultura." A vice-presidente Kamala Harris também elogiou o álbum nas redes sociais, escrevendo: "Obrigada por nos lembrar de nunca nos sentirmos confinados à perspectiva de outras pessoas sobre o que é nosso espaço. Você redefiniu um gênero e reivindicou as raízes negras da música country. Sua música continua a nos inspirar a todos." Martin Luther King III expressou sua gratidão por Cowboy Carter, descrevendo-o como "alegre, positivo e reafirmante", enquanto sua esposa, Arndrea Waters King, chamou Beyoncé de "corajosa" por entrar na cena country e estimular a conversa sobre as origens da música country na comunidade negra. Outros políticos que elogiaram o álbum incluem a governadora de Michigan, Gretchen Whitmer, o governador de Wisconsin, Tony Evers, e o congressista do Texas, Colin Allred.

### Moda e comportamento social

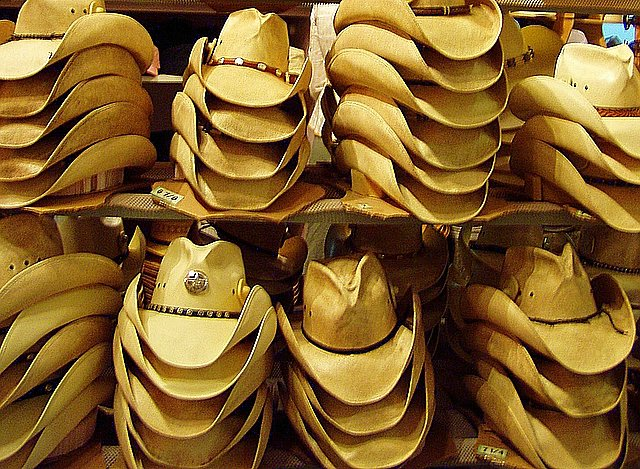
Cowboy Carter fez da moda Western uma tendência definidora para 2024, resultando em um aumento de 326% nas vendas de chapéus de cowboy

A adoção da música e cultura country por Beyoncé impulsionou tendências de moda e aumentou as vendas de roupas western. Cowboy Carter ajudou a transformar a moda cowboy e a estética de uma "caricatura" em um "item essencial do guarda-roupa moderno", de acordo com a Vogue. Vanessa Friedman, diretora de moda e crítica-chefe da The New York Times, afirmou que Beyoncé mudou a indústria ao tornar a estética western mainstream e definir o "visual do momento." O álbum levou a um aumento acentuado no interesse por roupas western, com um crescimento nas buscas por jeans de estilo western (610%), laços bolo (566%), denim flare (372%), botas cowboy (224%) e chapéus cowboy (213%). A marca de chapéus Stetson relatou um aumento no interesse por seus produtos após a adoção do estilo de vida western por Beyoncé.
As vendas de chapéus cowboy dispararam em 326%, enquanto as vendas de botas e jaquetas de camurça com franjas aumentaram em 45%. Varejistas de fast fashion como Forever 21 ampliaram a oferta de roupas western em mais de 300% devido ao álbum. Inspirada pelo álbum, a presença de estilos western e country no cenário da moda cresceu 45%. A marca de designer Ralph Lauren Corporation se inspirou na tendência para sua coleção de outono/inverno de 2024. Will Welch, editor-chefe da GQ, creditou Cowboy Carter por inspirar o tema "American Rodeo" da 29ª festa anual Men of the Year.
No Reino Unido, uma pesquisa nacional revelou que 25% dos entrevistados começaram a praticar line dance e 40% passaram a usar roupas western após o lançamento de Cowboy Carter. Publicações relataram que o álbum ajudou na reapropriação da identidade country e da cultura western por pessoas negras. O impacto do álbum também se fez sentir em rodeios no Canadá, como o Calgary Stampede, ampliando seu público.

### Negócios

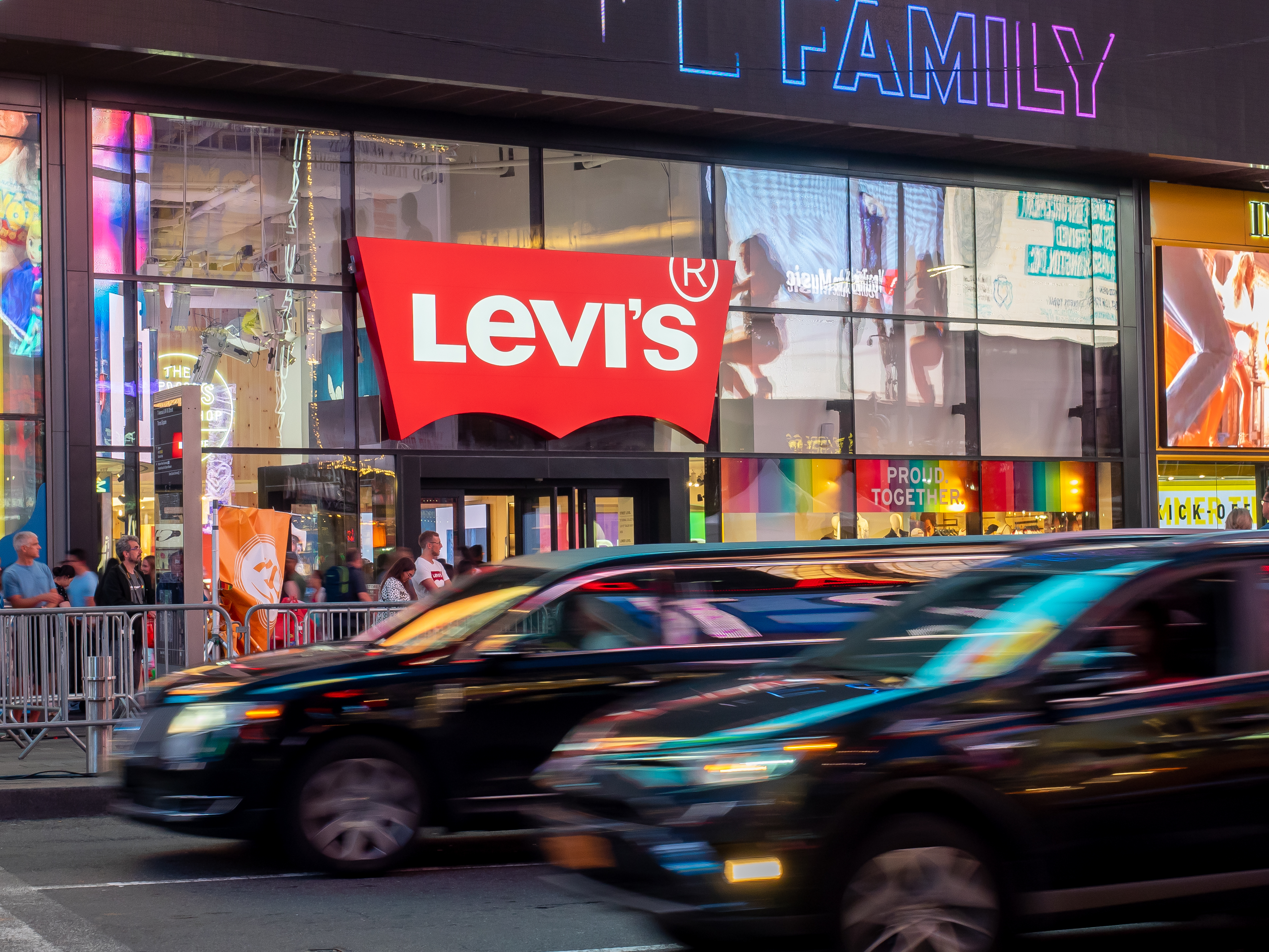
A Levi's teve aumentos de 20% tanto em seu valor de ações quanto no fluxo de clientes em suas lojas após Beyoncé mencionar a marca em Cowboy Carter.

Após Beyoncé mencionar a empresa de roupas americana Levi Strauss & Co. na faixa "Levii's Jeans" de Cowboy Carter, a empresa reportou um aumento de 20% no preço de suas ações. O álbum gerou, por conta própria, um adicional de $1,2 milhão para a marca, resultando em um aumento de 1,5 bilhão de impressões online. A Levi's também notou um aumento de 20% no movimento de clientes em suas lojas nos EUA após o lançamento do álbum, enquanto o varejista britânico John Lewis & Partners relatou um aumento de 263% nas buscas por "jeans Levi's femininos" desde o anúncio do disco. Em referência ao nome da faixa, a Levi's adicionou uma segunda letra "i" ao seu nome e logotipo nas redes sociais. Harmit Singh, CFO da Levi Strauss, descreveu Beyoncé como "o centro da cultura, o czar cultural", acrescentando: "Estamos humildes e honrados que ela nos escolheu para falar sobre a nossa marca."
Após o lançamento de Cowboy Carter, a empresa de transporte por aplicativo Uber ofereceu 16% de desconto para os usuários que utilizassem o código "16CARRIAGES", uma referência a uma das músicas do álbum. Em resposta, a Lyft ofereceu 50% de desconto com o código "SPAGHETTI24", outra referência a uma música do álbum. A Lyft também alterou as imagens de carros em seu mapa para cavalos brancos, em referência à capa de Cowboy Carter.

## Lista de faixas
| Cowboy Carter — Edição padrão |                                                                                  | |                                                              |         |  |
| N.º                           | Título                                                                           | Compositor(es) | Produtor(es)                                                 | Duração |  |
| 1.                            | "Ameriican Requiem"                                                              | Beyoncé Knowles-Carter Atia Boggs Camaron Ochs Dan Walsh Darius Dixson Derek Dixie Ernest Dion Wilson Jon Batiste Michael Price Raphael Saadiq Shawn Carter Stephen Stills Tyler Johnson | Beyoncé No I.D. Baptiste Johnson Khirye Tyler Dixie          | 5:26    |  |
| 2.                            | "Blackbiird" (com Tanner Adell, Brittney Spencer, Tiera Kennedy e Reyna Roberts) | John Lennon Paul McCartney | Beyoncé McCartney Tyler                                      | 2:12    |  |
| 3.                            | "16 Carriages"                                                                   | Knowles-Carter Boggs Dave Hamelin Saadiq | Beyoncé Hamelin Ink Saadiq Stuart White                      | 3:53    |  |
| 4.                            | "Protector" (com Rumi Carter)                                                    | Knowles-Carter Ochs Jack Rochon Ryan Beatty | Beyoncé Rochon                                               | 3:05    |  |
| 5.                            | "My Rose"                                                                        | Knowles-Carter Shawntoni Ajanae Nichols | Beyoncé Mamii                                                | 0:54    |  |
| 6.                            | "Smoke Hour Willie Nelson" (com Willie Nelson)                                   | Knowles-Carter Charles Anderson Chuck Berry Jesse Stone Leah Nardos Takele Rosetta Tharpe Son House                                                                                      | Beyoncé                                                      | 0:51    |  |
| 7.                            | "Texas Hold 'Em"                                                                 | Knowles-Carter Elizabeth Lowell Boland Megan Bülow Brian Bates Nate Ferraro Saadiq | Beyoncé Killah B Ferraro Saadiq White Hit-Boy Mariel Gomerez | 3:55    |  |
| 8.                            | "Bodyguard"                                                                      | Knowles-Carter Saadiq Beatty Nichols Boland Leven Kali | Saadiq                                                       | 4:01    |  |
| 9.                            | "Dolly P" (com Dolly Parton)                                                     | Knowles-Carter Dolly Parton | Beyoncé Rochon NovaWav                                       | 0:28    |  |
| 10.                           | "Jolene"                                                                         | Dolly Parton | Beyoncé Rochon Tyler                                         | 3:10    |  |
| 11.                           | "Daughter"                                                                       | Knowles-Carter Ochs Dixie Simon Mårtensson | Beyoncé Cam Dixie Mårtensson                                 | 3:24    |  |
| 12.                           | "Spaghettii" (com Linda Martell e Shaboozey)                                     | Knowles-Carter Tyler Collins Chibueze DJ Dede Mandrake Carter Terius Gesteelde-Diamant                                                                                                   | Beyoncé Tyler Swizz Beatz                                    | 2:39    |  |
| 13.                           | "Alliigator Tears"                                                               | Knowles-Carter Tyler Gesteelde-Diamant | Beyoncé Tyler The-Dream                                      | 3:00    |  |
| 14.                           | "Smoke Hour II" (com Willie Nelson)                                              | Knowles-Carter Hamelin Jeff Gitelman Takele | Beyoncé Hamelin                                              | 0:30    |  |
| 15.                           | "Just for Fun" (com Willie Jones)                                                | Knowles-Carter Hamelin Gitelman Beatty | Beyoncé Hamelin                                              | 3:25    |  |
| 16.                           | "II Most Wanted" (com Miley Cyrus)                                               | Knowles-Carter Michael Pollack Miley Cyrus Ryan Tedder | Beyoncé Cyrus Shawn Everett Pollack Jonathan Rado            | 3:29    |  |
| 17.                           | "Levii's Jeans" (com Post Malone)                                                | Knowles-Carter Austin Post Nile Rodgers Carter Gesteelde-Diamant | Beyoncé The-Dream                                            | 4:18    |  |
| 18.                           | "Flamenco"                                                                       | Knowles-Carter Nichols | Beyoncé Mamii                                                | 1:41    |  |
| 19.                           | "The Linda Martell Show" (com Linda Martell)                                     | Knowles-Carter Takele | Beyoncé                                                      | 0:29    |  |
| 20.                           | "Ya Ya"                                                                          | Knowles-Carter Anais Marinho Brian Wilson Harry Edwards Klara Mkhatshwa Munk-Hansen Lee Hazlewood Mike Love Oliver Rodigan Carter Gesteelde-Diamant                                      | Beyoncé The-Dream Cadenza Edwards Tyler                      | 4:35    |  |
| 21.                           | "Oh Louisiana"                                                                   | Barry | Beyoncé The-Dream                                            | 0:53    |  |
| 22.                           | "Desert Eagle"                                                                   | Knowles-Carter Jabbar Stevens Marcus Reddick Miranda Johnson | Beyoncé Bah Christ                                           | 1:13    |  |
| 23.                           | "Riiverdance"                                                                    | Knowles-Carter Mark Spears Rachel Keen Gesteelde-Diamant | Beyoncé The-Dream                                            | 4:12    |  |
| 24.                           | "II Hands II Heaven"                                                             | Knowles-Carter Spears Rochan Beatty Gesteelde-Diamant Hamelin | Sounwave Rochan Hamelin                                      | 5:42    |  |
| 25.                           | "Tyrant" (com Dolly Parton)                                                      | Knowles-Carter Ochs David Doman Dominik Redenczki Ezemdi Chikwendu Gesteelde-Diamant | Hamelin D.A. Got That Dope Tyler                             | 4:10    |  |
| 26.                           | "Sweet Honey Buckiin'" (com Shaboozey)                                           | Knowles-Carter Chibueze Hank Cochran Harlan Howard Pharrell Williams Carter Gesteelde-Diamant                                                                                            | Beyoncé Williams                                             | 4:57    |  |
| 27.                           | "Amen"                                                                           | Knowles-Carter Ochs Danielle Balbuena Dixson Dave Hamelin Dixie Ian Fitchuk Johnson | Beyoncé Hamelin Johnson Dixie Fitchuk 070 Shake Sean Solymar | 2:25    |  |
| Duração total:                | Duração total:                                                                   | Duração total: | Duração total:                                               | 79:03   |  |

### Créditos desamples
- "Smoke Hour Willie Nelson" contém trechos de "Grinnin' in Your Face" de Son House, "Maybellene" de Chuck Berry, "Don’t Let Go" de Roy Hamilton e "Down by the River Side" de Rosetta Tharpe.[236]
- "Daughter" contém uma interpolação de "Caro Mio Ben", escrita e composta por Tommaso Giordani.[236]
- "Spaghettii" contém um sample de "Aquecimento – Vem Vem Vai Vai" de Dedé Mandrake.[236]
- ""II Most Wanted" contém uma interpolação de "Landslide" de Fleetwood Mac, escrita por Stevie Nicks.[236]
- "Ya Ya" contém um sample de "These Boots Are Made for Walkin'" (1966) de Nancy Sinatra, escrita por Lee Hazelwood, e uma interpolação de "Good Vibrations" (1966) de The Beach Boys, escrita por Brian Wilson e Mike Love.[236]
- "II Hands II Heaven" contém um sample de "Born Slippy Nuxx" de Underworld, escrita por Rick Smith, Karl Hyde e Darren Emerson.[235]
- "Sweet Honey Buckiin'" contém um sample de "I Fall to Pieces" de Patsy Cline, escrita por Hank Cochran e Harlan Howard.[236]